# Il figlio di Giuda
Il figlio di Giuda (Elmer Gantry) è un film del 1960 diretto da Richard Brooks, tratto dal romanzo Elmer Gantry di Sinclair Lewis.
Poco dopo l'uscita del film, il regista Richard Brooks sposò Jean Simmons, interprete femminile della pellicola.

## Trama
Elmer Gantry, un piazzista che vive di stenti e piccole truffe, si avvicina al movimento cristiano dei Revivalisti perché attratto dalla loro predicatrice Sharon Falconer. Col tempo riesce a ottenere la fiducia di Sharon e grazie alle proprie qualità istrioniche infonde nuova linfa al movimento e contribuisce all'aumento degli adepti.
Arrivati in una grande città si scontra con i poteri forti locali e incontra una prostituta, Lulu Bains, con cui aveva avuto una relazione sentimentale. Per via di alcune foto compromettenti la reputazione di Elmer viene ridicolizzata dai giornalisti, ma successivamente Lulu confessa alla stampa di aver fatto realizzare le foto con l'inganno, scagionando Elmer. La setta potrebbe ripartire a fare adepti ma a questo punto Elmer è stanco e vorrebbe ritirarsi a vita privata con Sharon.  La ragazza però è troppo coinvolta con l'aspetto religioso e proclama di voler continuare la sua crociata contro la corruzione. Tuttavia scoppia un incendio nella chiesa fatta costruire da Sharon e lei muore. Elmer dovrà andarsene per la sua strada.

## Riconoscimenti
- 1961 - Premio Oscar
  - Miglior attore protagonista a Burt Lancaster
  - Migliore attrice non protagonista a Shirley Jones
  - Migliore sceneggiatura non originale a Richard Brooks
  - Candidatura Miglior film a Bernard Smith
  - Candidatura Miglior colonna sonora a André Previn
- 1961 - Golden Globe
  - Miglior attore in un film drammatico a Burt Lancaster
  - Candidatura Miglior film drammatico
  - Candidatura Migliore regia a Richard Brooks
  - Candidatura Miglior attrice in un film drammatico a Jean Simmons
  - Candidatura Miglior attrice non protagonista a Shirley Jones
- 1961 - Premio BAFTA
  - Candidatura Miglior film
  - Candidatura Miglior attore internazionale a Burt Lancaster
  - Candidatura Miglior attrice internazionale a Jean Simmons
- 1960 - National Board of Review Award
  - Migliori dieci film
  - Miglior attrice non protagonista a Shirley Jones
- 1960 - New York Film Critics Circle Award
  - Miglior attore protagonista a Burt Lancaster
- 1961 - Laurel Award
  - Miglior film
  - Miglior attore protagonista a Burt Lancaster
  - Miglior attrice non protagonista a Shirley Jones
  - Candidatura Miglior attrice protagonista a Jean Simmons
- 1961 - Directors Guild of America
  - Candidatura DGA Award a Richard Brooks
- 1961 - Writers Guild of America
  - WGA Award a Richard Brooks